# Грановниця
Грановниця або Грановніца (словац. Hranovnica) — село в Словаччині, Попрадському окрузі Пряшівського краю. Розташоване в північній Словаччині в
долині верхнього Горнаду між Низькими Татрами та Вікартовським горстом.
Вперше згадується у 1294 році.
В селі є римо-католицький костел збудований у стилі пізнього романтизму, з 14 століття кілька разів перебудований та протестантський костел з 1837 року.

## Географія
Протікає Вернарський потік.

## Населення
| Рік:            | 1994. | 2004.    | 2014.    | 2024.   |
| --------------- | ----- | -------- | -------- | ------- |
| Кількість осіб: | 2201  | 2570     | 2998     | 3248    |
| Різниця:        |       | +16,76 % | +16,65 % | +8,33 % |

| Рік:            | 2023. | 2024.   |
| --------------- | ----- | ------- |
| Кількість осіб: | 3226  | 3248    |
| Різниця:        |       | +0,68 % |

В селі проживає 3193 осіб.
Національний склад населення (за даними останнього перепису населення — 2001 року):
- словаки — 87,10 %,
- цигани — 12,04 %,
- чехи — 0,16 %,
- поляки — 0,12 %,
- русини — 0,08 %,
- угорці — 0,04 %,

Склад населення за приналежністю до релігії станом на 2001 рік:
- римо-католики — 89,35 %,
- протестанти — 5,12 %,
- греко-католики — 0,49 %,
- православні — 0,45 %,
- не вважають себе віруючими або не належать до жодної вищезгаданої церкви — 3,40 %